# Walt Disney International
Walt Disney International est une filiale transversale de la The Walt Disney Company créée en 1992 sous le nom Walt Disney Holdings et renommée en 1999. Le but de cette filiale est de coordonner des projets d'implantation à l'étranger pour les différentes filiales de la Walt Disney Company.
Robert Iger avait été nommé à la tête de cette entité, il a été depuis remplacé par Andy Bird en janvier 2004. 
La Walt Disney Company possède plusieurs filiales similaires dont ESPN International et Walt Disney Studios Motion Pictures International.

## Historique

### 1992-1999: Walt Disney Holdings
Walt Disney Holdings est créé le 12 juin 1992 comme une filiale britannique de The Walt Disney Company, la maison mère américaine. Le 17 juillet 1992, la maison mère transfert sa responsabilité, ses intérêts et actions de plusieurs filiales britanniques à Walt Disney Holdings, à savoir Buena Vista Productions Limited, Buena Vista International (UK), Disney Animation Studios (UK), Hollywood Recording Limited, Toontown Limited, Disney Store UK et The Walt Disney Company Limited.
En juin 1994, Walt Disney Holdings accorde un prêt d'un million de £ à GMTV.
En 1995, Walt Disney Holdings achète 50 % de GM 1995 Ltd pour 30 000 £, une société de secrétariat. Disney Holdings mentionne aussi une participation de 20 % dans GMTV.
En 1996, Walt Disney Holdings investit 339 millions de £ dans ses filiales dont certaines créées en 1996. La répartition est la suivante : 87,5 millions pour Walt Disney Properties UK (bureaux de Hammersmith); 38,9 millions pour Disney Store UK; 11,6 m pour Buena Vista International UK; 10,4 millions pour Disney Real Estate Investments UK; 190,5 pour Walt Disney Animation UK et aussi pour la création Magical Cruise Company Ltd.
Le 23 septembre 1996, Walt Disney Holdings augmente son capital par la création de 500 millions d'actions à 1 £, portant le total à 55 millions et 100 actions. Dès le 25 septembre 335 millions de ses actions sont achetés par ses filiales. Puis 150 millions d'actions sont achetées le 9 octobre 1996. Le 10 décembre 1996, Walt Disney Holdings procède à une nouvelle augmentation de capital avec la création de 450 millions d'actions à 1 £, portant le total à 100000300. 15 millions d'actions sont achetées par une filiale le 16 décembre 1996.
Le 15 avril 1997, Walt Disney Holdings fusionne avec Buena Vista Home Entertainment Limited, filiale britannique de Buena Vista Home Entertainment chargée de la production et de la distribution cinématographiques. En 1998, Walt Disney Holdings annonce la fermeture de Walt Disney Animation UK Lmited.
Le 25 février 1999, Robert Iger devient de PDG du ABC Group et président de Walt Disney International. En 1999, Disney achète les 50 % restants de GM 1995 Ltd à Law Debenture Trust.

### 1999-2017: Walt Disney International
Le 18 août 1999, Walt Disney Holdings change de nom pour Walt Disney International Limited.
Le 30 septembre 2001, Walt Disney Holdings monte à 25 % de GMTV. Le 1er octobre 2001, Disney prononce la liquidation de Walt Disney Animation UK.
Le 13 décembre 2002, Disney vend les actifs de SuperComm Europe à SCE Acquisition mais renomme la filiale Buena Vista Media Tracking Europe. SuperComm Europe était une co-entreprise pour la distribution de films avec Sony Pictures au Royaume-Uni.
En 2004, Andy Bird est nommé président de Walt Disney International et est chargé de la prise d'intérêts pour Disney en Inde dont Hungama TV et UTV Software Communications. Il réorganise et restructure aussi les filiales internationales de Disney.
Le 27 juin 2005, Buena Vista Media Tracking Europe devient Disney Mobile Limited.
Le 9 mars 2006, WDI annonce la création de la Walt Disney Company (Russia) afin de gérer les intérêts de Disney en Russie. La filiale a ouvert le 1er avril à Moscou. En 2006, Disney Mobile Limited est rebaptisé Adventures by Disney Limited. Le renommage de ce qui était SuperComm Europe en Buena Vista Media Tracking Europe puis en Disney Mobile Limited démontre qu'il est moins coûteux au Royaume-Uni de renommer une société et de changer son activité que d'en créer une nouvelle.
Le 30 mars 2007, Minds Eye Productions annonce ne plus être cotée en bourse.
Le 3 mars 2009, Diego Lerner, ancien président de Disney Latin America est nommé président de Walt Disney International EMEA, et Claudio Chiaromonte prend sa place.
Le 11 janvier 2011, Walt Disney Company EMEA signe un contrat avec MasterCard de 6 six ans et couvrant l'Europe pour des promotions sur Disneyland Paris, dans les Disney Store et les films. C'est le premier contrat pan-européen dans le divertissement familial pour MasterCard.
Le 16 septembre 2013, Walt Disney Company MENA (Moyen-Orient, Afrique du nord) et Ooredoo (Qatar Telecom) signent un contrat pour de la vidéo à la demande multiplateforme. Le 24 février 2014, Disney EMEA lance un défi aux agences de communication pour convaincre le Royaume-Uni de la contribution de Disney au monde britannique.
Le 29 juillet 2014, un poste de président Walt Disney Company Asia est créé pour superviser les opérations au Japon, en Corée du Sud, en Asie du Sud-Est et en Chine continentale, et les filiales associées comme Disney Southeast Asia et Walt Disney Japan.
Le 25 septembre 2015, Walt Disney International Limited ferme au profit de The Walt Disney Company Limited. Le 12 octobre 2015, le bijoutier danois Pandora étend son alliance commerciale avec Disney à partir de novembre 2015 pour inclure l'Asie-Pacifique dont l'Australie, la Chine et le Japon.
Le 15 février 2016, le président philippin Benigno Aquino III doit rencontrer le 17 février la direction de Walt Disney International pour évoquer des investissements dans son pays dans les domaines de l'animation et du jeu vidéo. Le 4 décembre 2016, Disney présente le film Vaiana : La Légende du bout du monde avec pour la première fois un doublage en Arabe au lieu du français à destination des pays du Maghreb durant le festival de Marrakech. Cette première démontre que la volonté du studio américain de prendre en compte la réalité du marché cinématographique africain où l'arabe est la principale langue parlée de plusieurs pays.
Le 25 avril 2017, Andy Bird, président de Walt Disney International, explique l'arrêt pour Disney India de la production de films Bollywood par un recentrage de la production sur les réseaux sociaux et l'accroissement de l'intérêt des indiens pour les films d'Hollywood. Le 17 juin 2017, Walt Disney Company EMEA signe un contrat de 4 ans jusqu'en 2021 avec la société de fidélisation et de marketing Alliance Data pour les Disney Channel européennes. Le 1er juillet 2017, Disney suspend une interdiction de fabrication de ses marchandises en Égypte mise en place en février à la suite de l'abaissement de sa note par le FMI. Le 12 juillet 2017, lors du D23, Andy Bird confirme l'importance du marché chinois pour Disney avec des productions cinématographiques tant locales qu'importées et les parcs à thèmes. Le 27 août 2017, Disney annonce reprendre le doublage de ses films en arabe égyptien (Moyen-Orient), qu'il avait arrêté en 2013 au profit de l'arabe standard moderne (majoritaire au Maghreb) avec la société Arabic Voiceover Company,. Le 12 septembre 2017, Disney International découpe la gestion de la région Asie en deux, une Asie du Nord pour le Japon, la Corée du Sud et la Chine continentale tandis que l'Asie du Sud-Est comprend désormais l'Inde en plus de Singapour, la Malaisie, l'Indonésie, la Thaïlande, les Philippines et le Vietnam. Le 21 septembre 2017, Rebecca Campbell, ancienne responsable des stations détenues en propre d'ABC, est nommée à partir de janvier 2018 présidente de Walt Disney International EMEA en lien et place de Diego Lerner à ce poste depuis 2009,. Le 19 novembre 2017, Disney annonce la tenue du premier festival Disney dans un pays arabe, le Disney Festival in Tunis du 24 au 26 novembre avec la projection de plusieurs films dont la première de Coco (2017).

### Depuis 2018: Réorganisations de Disney Parks et intégration de la Fox
Le 5 février 2018, Michael Colglazier, ancien président de Disneyland Resort est nommé président d'une nouvelle entité de Walt Disney Parks and Resorts nommée Asia Pacific Operation, qui supervise Hong Kong Disneyland Resort, Shanghai Disney Resort et la collaboration avec Oriental Land Company pour Tokyo Disneyland Resort. Le 26 février 2018, Orbit Showtime Network annonce le lancement le 1er mars 2018 d'une chaîne OSN Movies Disney en HD aux Émirats arabes unis en anglais et arabe. Le 14 avril 2018, Disney prolonge ses accords de licence en Égypte jusqu'en 2019 à la suite de la signature égyptienne de conventions avec l'Organisation internationale du travail. Le 16 octobre 2018, l'Arabie saoudite prévoit d'accueillir des spectacles Disney, Marvel et du Cirque du Soleil pour relancer son tourisme national. Le 1er novembre 2018, pour sa septième année le parc floral Dubai Miracle Garden accueille les personnages de Disney. Le 29 novembre 2018, des décisions de justice du mois de novembre indiquent que les bureaux de la Walt Disney Company France ont été perquisitionné le 5 octobre 2017 dans le cadre d'une enquête sur une possible dissimulation de revenus et donc de taxes impayées au travers d'une licence payée par Disneyland Paris à la société européenne Disney Limited basée au Royaume-Uni,.
Le 16 décembre 2018, Uday Shankar actuel président de 21st Century Fox Asia et de Star India est nommé à la tête de  The Walt Disney Company Asia Pacific regroupant ses activités précédentes de la Fox et celles de Disney sous la division Disney Direct-to-Consumer and International,.
Le 1er avril 2019, Walt Disney International réorganise ses directions en Asie et nomme des directeurs issus de Fox sous la direction d'Uday Shankar, ancien de STAR TV,. Les postes restant similaires sont, : K Madhavan à la tête de Star India, Kurt Rieder responsable du cinéma pour l'Asie sauf l'Inde, Luke Kang pour Disney North Asia (Chine, Corée et Japon), Kylie Watson-Wheeler pour l'Australie et la Nouvelle-Zélande. Plusieurs personnes grimpent dans la hiérarchie et occupent le même poste mais au niveau global , : Sanjay Jain, ancien CFO de Fox’s Star, Amita Maheshwari ancien DRH de Star, Jannie Poon responsable de la communication de 21st Century Fox. D'autres changent d'affectation de manière plus ou moins importante , : Zubin Gandevia passe de directeur de Fox Networks Group pour l'Asie, le Pacifique et le Moyen-Orient reste pour assurer la transition mais uniquement sur l'Asie du Sud-Est ; Sanjay Gupta ancien de Star, prend la responsabilité de Disney India dont le cinéma ; Amit Malhotra, ancien directeur de Disney SouthEast Asia pour la Malaysie et Singapour prend la responsabilité des pays émergents et de la vente de contenu en Asie-Pacifique sauf l'Asie du Nord dépendant partiellement de Direct-to-Consumer and International. Chafic Najia prend la direction de Disney au Moyen-Orient.
Le 10 juin 2019, Disney annonce une nouvelle organisation pour plusieurs entités de la région EMEA : Rebecca Campbell, basée à Londres, est la présidente de TWDC EMEA-Russie, Lee Jury est le vice-président des studios et du marketing, Nicole Morse Directeur marketing pour le moyen-Orient et le marketing numérique EMEA, avec deux équipes croisées, l'une  pour la publicité et l'autre par zone géographique. Pour la publicité la responsable des créations est Catherine France avec des équipes pour la promotion des films par label, harlotte Tudor (Disney animation et prise de vue réelle); Maggie Todd (publicité Disney Studios); Ian Morton (Fox sauf Searchlight); Jane Gibbs (Fox et Fox Searchlight) et Robin Kinsey (Marvel et Lucasfilm). Pour les zones géographiques la répartition est la suivante : Adrienne Scott (Afrique); Elles Haverkort (Benelux); Jane Carter (France); Johanna Pfeiffer (Allemagne, Suisse et Autriche); Trish Long (Irelande); Pawel Mrugacz (Pologne/Europe centrale et de l'Est); Marta Kowalska (Espagne, Portugal); Armagan Milli (Turquie, Israël et Grèce). Pour les zones non listées ci-avant les équipes Fox et Disney continuent à coexister en parallèle : Scandinavie – Per Erik Hotti (Disney), Mats Jegeus (Fox); Russie – Elena Brodskaya (Disney), Anastasia Polyakova (Fox); Itale – Davide Romani (Disney), Andrea Cuneo (Fox); Moyen-Orient – Mae Ghandour (Disney). La pérennité de certains postes est encore inconnue comme Chris Green, directeur de 20th Century Fox UK, et Todd Huntley, SVP EMEA, international theatrical de 20th Century Fox. Le 18 juin 2019, Disney poursuit sa réorganisation à Asie avec la promotion des directeurs de Fox à Hong Kong et en Nouvelle-Zélande, mais ceux de Disney conservent leur positions en Australie. David Shin ancien de la Fox pour le Japon et la Corée prend la responsabilité de Taiwan et Hong Kong et dépend de Luke Kang pour d'Asie du Nord.

## Organisation géographique
La plupart des filiales sont officiellement nommées The Walt Disney Company (suivi entre parenthèses du nom anglophone du pays ou de la zone géographique concerné(e) comme ci-après) et ont des prérogatives souvent similaires mais chacune possède une histoire différente :
- The Walt Disney Company EMEA supervise les activités des pays européens, d'Afrique et du Moyen-Orient.
  - The Walt Disney Company Limited pour le Royaume-Uni et l'Irlande
  - The Walt Disney Company France
  - The Walt Disney Company Germany
  - The Walt Disney Company Nordic pour la Scandinavie
  - The Walt Disney Company Italia
  - The Walt Disney Company Iberia pour l'Espagne et le Portugal
  - The Walt Disney Company Benelux pour la Belgique, le Luxembourg et les Pays-Bas
  - The Walt Disney Company Africa
- The Walt Disney Company North Asia, créée en 2018 qui regroupe
  - The Walt Disney Company Japan
  - The Walt Disney Company Korea (Corée du Sud)
  - The Walt Disney Company China
- The Walt Disney Company Asia Pacific (aussi nommée The Walt Disney Company Limited) basée à Hong Kong qui regroupe
  - The Walt Disney Company Southeast Asia, fondée en 1994[50]
  - Southeast Asia pour Singapour, la Malaisie, l'Indonésie, la Thaïlande, les Philippines et le Vietnam
  - The Walt Disney Company India
- The Walt Disney Company Canada
- The Walt Disney Company Latin America
- The Walt Disney Company Australia
- The Walt Disney Company Russia

| Afrique du Sud Australie Canada Chine France Allemagne Ibérie Inde Italie Corée du Sud Japon Amérique latine Scandinavie Royaume-Uni Russie Asie du Sud-Est |

Jimmy Johnson explique qu'il existe une règle dans les filiales internationales de Disney préconisant d'employer des locaux autant que possible en vigueur au moins des années 1930 à 1970 lors de son départ à la retraite. Il note qu'il y a des exceptions comme le Major Jack Holmes, un britannique responsable de la division licence des personnages en Italie durant de nombreuses années.
Le 9 décembre 2014, Disney est affecté par le Luxembourg Leaks,,,,,. Le rapport mentionne des transactions centralisées au Luxembourg sous des entités nommées WEDCO One ou WEDCO Two. Un exemple est donné pour Buena Vista (Australie). Le 3 mars 2009, Disney EMEA annonce prendre la responsabilité de Disney Australia. Buena Vista (Australie) est acheté en août 2009 par WEDCO Two par 580 000 USD et vendu 6 jours plus tard à The Walt Disney Company Limited (au Royaume-Uni) pour 1,22 milliard d'USD sous forme d'actions avec en passant un dividende de 89 millions d'USD.

### Canada
Le 15 septembre 2014, Disney avertit le gouvernement canadien à propos des réglementations en cours de négociations dans le domaine de la télévision pouvant menacer sa présence au Canada.

## Un exemple: l'année 2004
En 2004 WDI est à l'origine des actions suivantes :
- Lancement de timbres postaux sur les personnages Disney en France
- Un concert extérieur retransmis à la télévision au Royaume-Uni
- Un concours dans des magazines (Disney Publishing Worldwide) pour gagner des séjours éducatifs de renforcement de la langue anglaise, hébergé à Walt Disney World Resort et Disneyland Resort. Cette action a été principalement lancée en Asie : Chine, Japon, Corée du Sud et Taïwan
- Lancement de nouveaux produits et services en Chine, en Inde et en Russie qui avaient été définis comme des marchés émergents
  - des bureaux pour les sociétés locales
  - Disney Channel en Inde et en Chine
  - Disney Mobile en Chine lié avec Hong Kong Disneyland